# Brigitte McMahon
Brigitte McMahon-Huber (Baar, Švicarska, 25. ožujka 1967.) je švicarska triatlonka. Na svojem prvom olimpijskom debiju u Sydneyju 2000. osvojila je zlato s vremenom 2:00:40.52. Time je ujedno postala i prva olimpijska pobjednica u toj atletskoj disciplini koja se prvi puta održala u Sydneyju. Njezino vrijeme srušila je tek australska triatlonka Emma Snowsill u Pekingu 2008.
Odličan rezultat nije ponovila u Ateni 2004. gdje je bila tek deseta.
Švicarka je tijekom antidopinške kontrole u lipnju 2005. bila pozitivna na eritropoietin. Tvrdila je da nije koristila nedopuštena sredstva koristeći kao vlastitu obranu loš rezultat u Ateni. Prema njenim riječima, koristila je eritropoietin tek poslije Olimpijade i to samo zbog terapeutskih razloga. Nakon pozitivnog rezultata, Brigitte je izbačena iz švicarske reprezentacije te je suočena s dvogodišnjom suspenzijom u triatlonu. Kao posljedicom toga, povukla se iz sporta.

### OI 2000.
| RANG | ATLETIČAR        | PLIVANJE | BICIKLIZAM | TRČANJE  | UK. VRIJEME | RAZLIKA   |
| ---- | ---------------- | -------- | ---------- | -------- | ----------- | --------- |
|      | Brigitte McMahon | 19:44.58 | 1:05:42.20 | 35:13.64 | 2:00:40.52  | -/-       |
|      | Michellie Jones  | 19:43.88 | 1:05:32.90 | 35:25.77 | 2:00:42.55  | +00:02.03 |
|      | Magali Messmer   | 19:39.38 | 1:05:40.00 | 35:49.45 | 2:01:08.83  | +00:28.31 |